# یرواند کوغبتلیانتس
یرواند گئورگی کوغبتلیانتس (ارمنی: Երվանդ Գևորգի Կողբետլյանց؛ زاده ۲۲ فوریهٔ ۱۸۸۸ – درگذشته ۵ نوامبر ۱۹۷۴) ریاضی‌دان اهل ارمنستان-ایالات متحده آمریکا بود.

## زندگی‌نامه
در ۲۲ فوریهٔ ۱۸۸۸ در روستوف-نا-دونو به دنیا آمد. وی در سال ۱۹۱۸ از. وی در سال ۱۹۲۳ با مدرک دکتری ریاضیات از دانشگاه پاریس فارغ‌التحصیل شد. فعالیت‌های ریاضیاتی وی به عمداً بر روی سری‌های نامتناهی، نظریه چندجمله‌ای‌های متعامد و الگوریتم برای تجزیه مقدارهای منفرد بوده‌است. وی پیش از بازگشت به پاریس و بازنشستگی در دانشگاه راکفلر تدریس می‌کرد. وی در ۵ نوامبر ۱۹۷۴ در سن ۸۶ در پاریس درگذشت.